# Damo Suzuki
Pour les articles homonymes, voir Damo et Suzuki (homonymie).
Damo Suzuki (ダモ鈴木), nom d’artiste de Kenji Suzuki (鈴木健二), est un chanteur japonais né le 16 janvier 1950 à Kobe au Japon et mort le 9 février 2024. Il est connu surtout pour son appartenance de 1970 à 1973 à Can, un groupe de krautrock.

## Biographie
Damo Suzuki quitte son Japon natal très tôt. Dès l'adolescence, il voyage en Europe, se produisant dans la rue avec sa guitare, pour gagner un peu d'argent. Il peint à ce moment-là et souhaiterait faire de la bande dessinée.
Arrivé en Allemagne en 1970, il rejoint le groupe Can, après le départ du chanteur Malcolm Mooney. Il avait au préalable rencontré Holger Czukay et Jaki Liebezeit lorsqu'il chantait dans les rues de Munich. Les membres du groupe lui proposent alors d'assurer la partie chant de leur concert le soir-même, avant de l'engager définitivement, convaincus par sa prestation.
Il reste trois ans dans le groupe, avec qui il enregistre trois albums, souvent considérés comme les meilleurs de Can, Tago Mago, Future Days et Ege Bamyasi. Ses performances vocales, unanimement reconnues, et ses chants souvent improvisés, donnent au groupe allemand un côté psychédélique. Il lui arrive de chanter parfois dans une langue totalement incompréhensible et inconnue, qu'il invente durant les représentations.
Il devient témoin de Jéhovah en 1973, après son mariage avec une jeune Allemande, elle-même appartenant à la secte. Il se retire du monde de la musique dès 1974.
Il y revient en 1983, et mène alors son propre groupe, Damo Suzuki's Network, avec qui il parcourt le monde, improvisant lors de concerts réunissant des groupes et des artistes locaux. En 2004, il produit l'album Chewing on Glass and Other Miracle Cures du projet hip-hop Sixtoo.
Il donne régulièrement des concerts, la plupart en collaboration avec d'autres artistes, Michael Karoli et Jaki Liebezeit de Can, Mani Neumeier (de) de Guru Guru, Dustin Donaldson de I Am Spoonbender (en), Cul De Sac, Passierzettel, The Early Years, The Bees, Do Make Say Think, Broken Social Scene, Acid Mothers Temple, AIDS Wolf et bien d'autres encore.

## Hommage
De nombreux artistes ont par le passé rendu hommage à Damo Suzuki. En 1985, The Fall enregistre la chanson I Am Damo Suzuki, sur l'album This Nation's Saving Grace, inspiré par et dédié au chanteur japonais. Le groupe The Mooney Suzuki lui rend également hommage, ainsi qu'au premier chanteur de Can, Malcolm Mooney. Enfin, plus récemment, le groupe  Dudes Of Neptune a dédié un album entier à Damo Suzuki, avec Jamming For Damo (2009).

## Discographie
Avec Can :
- Soundtracks (1970)
- Tago Mago (1971)
- Ege Bamyasi (1972)
- Future Days (1973)

Avec Dunkelziffer :
- In The Night (1984)
- III (1986)
- Live 1985 (1997)

Avec Damo Suzuki's Network :
- Tokyo On Air West 30.04.97 (1997)
- Tokyo On Air West 02.05.97 (1997)
- Osaka Muse Hall 04.05.97 (1997)
- Seattle (1999)
- Odyssey (2000)
- JPN ULTD Vol.1 (2000)
- Metaphysical Transfer (2001)
- JPN ULTD Vol.2 (2002)
- Hollyaris (2005)
- 3 Dead People After The Performance (2005)

Avec Damo Suzuki Band :
- V.E.R.N.I.S.S.A.G.E. (1998)
- P.R.O.M.I.S.E. (1998)

Autres :
- Sixtoo - Chewing On Glass and Other Miracle Cures (2004)
- Damo Suzuki and Now - The London Evening News (2006)
- Omar Rodriguez-Lopez - Please Heat This Eventually (2007)
- black midi - Live at the Windmill with 'sound carriers' black midi (2018)